# Segestria turkestanica
Segestria turkestanica är en spindelart som beskrevs av Peter Mikhailovitch Dunin 1986. Segestria turkestanica ingår i släktet ormspindlar, och familjen sexögonspindlar. Inga underarter finns listade i Catalogue of Life.